# ナムトック駅
ナムトック駅（ナムトックえき、タイ語:สถานีรถไฟน้ำตก）は、タイ王国中部カーンチャナブリー県サイヨーク郡にある、タイ国有鉄道南本線の鉄道駅である。

## 概要
ナムトック駅はタイ王国中部にあり、カーンチャナブリー県の人口約5万人が暮らすサイヨーク郡にある、タイ国有鉄道南本線ナムトック支線（旧泰緬鉄道）の鉄道駅である。公式には当駅が同支線の終着駅である（後述）。二等駅であり旧トンブリー駅より194.24km地点に位置する。タイは観光国であり様々な観光地があるが、当駅の位置する通称ナムトック線は路線自体が観光の対象になっている。バンコクより当駅までの途中、映画『戦場にかける橋』で有名になったクウェー川に架かる橋、アルヒル桟道橋、チョンカイの切り通し等がその対象である。1日当たり8列車（4往復）の発着があり、その内2往復はバンコクトンブリー駅発着である。かつてはクルンテープ駅から発着していたが、バンコク都内の渋滞緩和（列車本数を少なくして踏み切りでの列車通過待ちを解消）の為トンブリー発着に戻された。
当駅は公式にはナムトック支線の終着駅であるが、2004年に路線は当駅よりも1.4km先のナムトック・サイヨーク・ノーイ停車場まで再開通した。この区間はタイ国鉄が公式には営業運転を行っていない非公式な営業区間であり、週末のみ運転の臨時観光列車等の一部列車が、ナムトック・サイヨーク・ノーイ停車場まで運行している。
この区間は元々、当駅での機廻しと、当駅構内にあるスイッチバック方式の留置線への入れ替えのために使用されていた引上線をわずかに延長したものであり、また公式な営業区間でもないことから、再開通と呼ぶに値するかどうかについては議論の余地がある。上述の臨時観光列車は通常は気動車による運行であるが、ナムトック・サイヨーク・ノーイ停車場は単線終端型の構造であるため客車列車の機廻しが出来ず、貸切車両の連結等の事情によって当列車が客車列車で運転される場合にはナムトック駅で運転を終了する。

## 歴史
第二次世界大戦中大日本帝国陸軍による泰緬鉄道の建設が、1942年6月より開始され、1943年10月に全通した。戦後タイ政府が連合軍より購入し、整備の上再開された。
- 1949年6月24日 【開業】ノーンプラードゥック分岐駅 - カーンチャナブリー駅 (52.85km)
- 1952年4月1日 【開業】カーンチャナブリー駅 - ワンポー駅 (61.06km)
- 1958年7月1日 【開業】ワンポー駅 - ナムトック駅 (16.14km)

## 駅構造
単式ホーム1面1線をもつ地上駅であり、駅舎はホームに面している。旅客ホームがある場所は一見水平に見えるが、実際は緩やかな勾配上にあり、本線に沿った駅舎と反対側には同じく緩やかな勾配のかかった機廻し線がある。当駅到着後すぐに折り返すトンブリー発着の列車はここで機関車の付け替えを行う。
このホームのある区画の西側には水平に盛り土されたスイッチ・バック方式の留置線が2線あり、長時間の車両留置が行われる場合は安全性確保の目的により、上述のナムトック・サイヨーク・ノーイ停車場方面に一旦車両を引き上げたのち、方向転換してこの留置線上に留め置かれる。

## 駅周辺

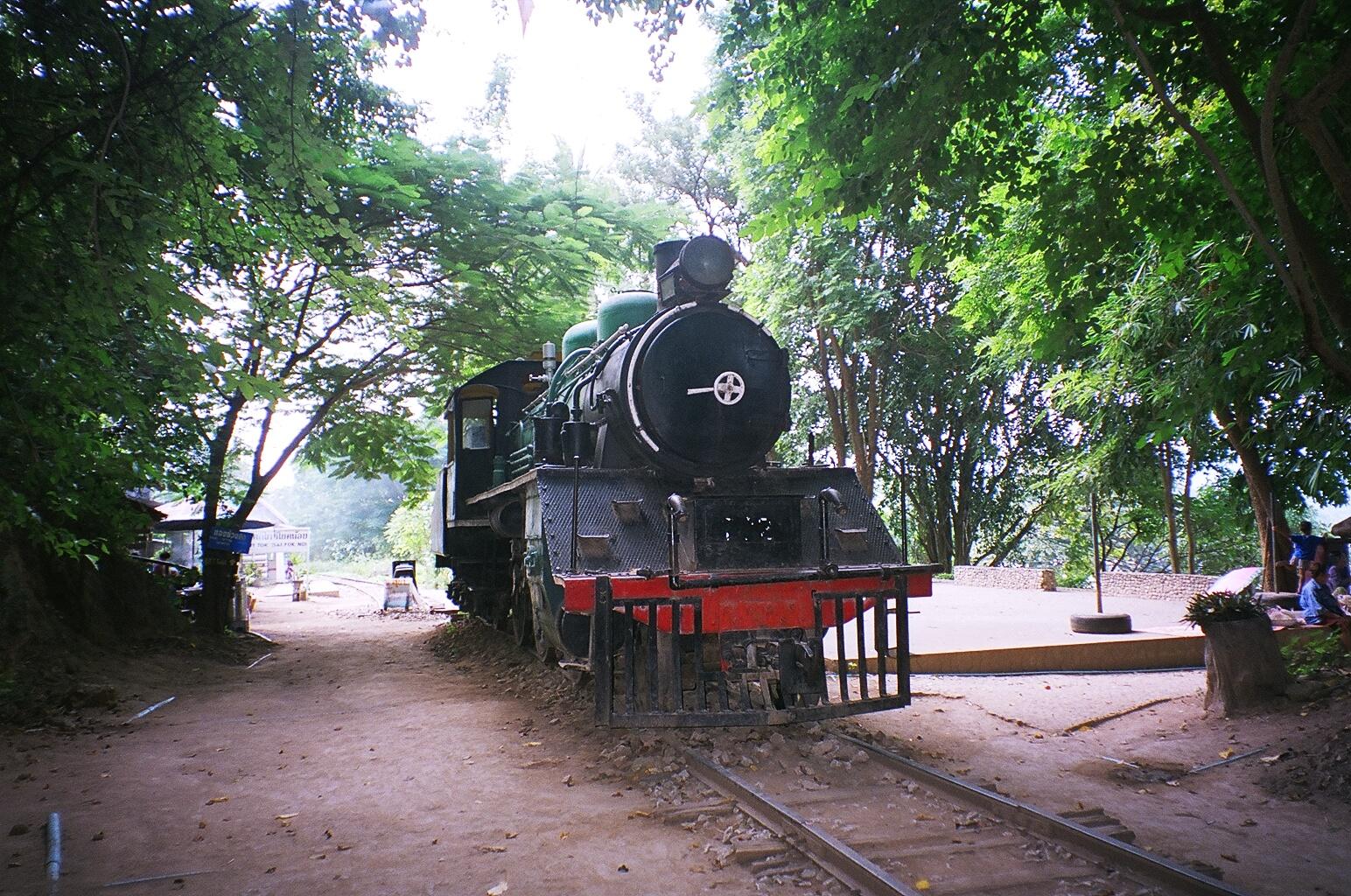
ナムトックサイヨークノーイ停車場で静態保存されている蒸気機関車702号機

- 退役した蒸気機関車702号機（旧国鉄C56形蒸気機関車C56 4 1935年三菱重工業製、製造番号156[4]）がナムトックサイヨークノイ停車場に静態保存されている[5]。